# Widasari (plaats)
Widasari is een bestuurslaag in het regentschap Indramayu van de provincie West-Java, Indonesië. Widasari telt 4626 inwoners (volkstelling 2010).